# Improperien

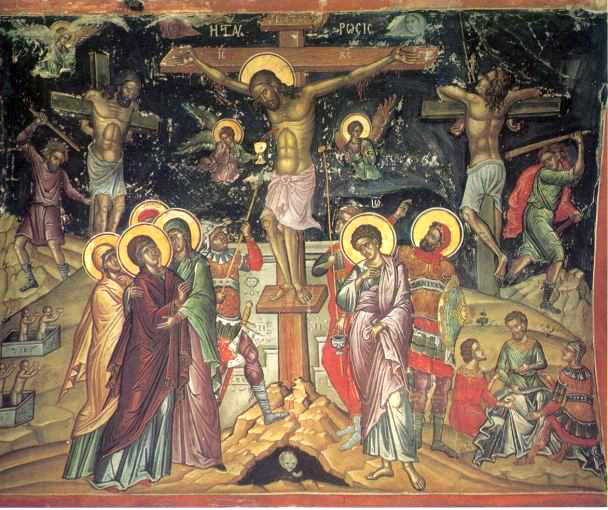
Die Kreuzigung, Ikone im Kloster Stavronikita auf dem Berg Athos

Die Improperien oder Heilandsklagen (von lat. improperium: Vorwurf, Schelte) sind Gesänge in der Liturgie der römisch-katholischen und orthodoxen Kirche. Sie gehören seit dem frühen Mittelalter zur Feier vom Leiden und Sterben Christi am Karfreitag. Wo in evangelischen, zumeist lutherischen, Kirchen Andachten zur Todesstunde Jesu gehalten werden, können sie gesungen werden.

## Entstehung
Die erste abendländische Quelle für die Improperien findet sich im mozarabischen Liber Ordinum aus dem 7. Jahrhundert. Die Inhalte stammen aus dem Alten Testament und wurden Jesus in den Mund gelegt. Sie sind mit syrischen und griechischen Karfreitagsgesängen verwandt.
Ursprünglich wurde die Kreuzverehrung am Karfreitag still vollzogen, doch im fränkischen Raum während des 9. Jahrhunderts wurde das dreimalige Trisagion (Ἅγιος ὁ Θεός Hagios ho Theos) mit den Improperien verbunden und vor der Verehrung des Kreuzes gesungen. Dort bildeten sie auch den liturgischen Rahmen für die folgenden Großen Fürbitten. Diese wurden seit dem 8. Jahrhundert nach dem gleichen Schema vollzogen, nur die Karfreitagsfürbitte für die Juden wurde durch Weglassung des Kniefalls und des gemeinsamen Amens unterschieden. 
Die Bezeichnung Improperien findet sich erst im römischen Missale von 1474, da sie nicht zum ursprünglichen gregorianischen Graduale gehören.

## Aufbau

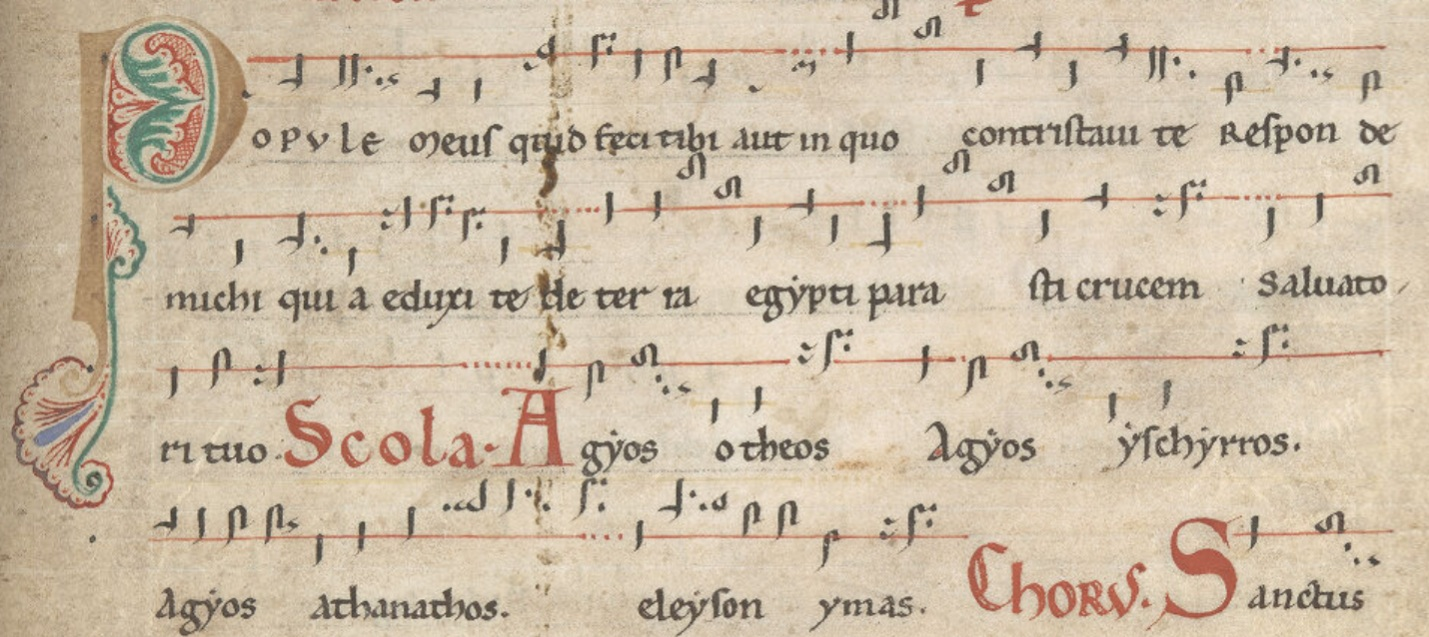
Beginn der Improperien in The Stavelot Missal

Die Improperien sind in die großen und die kleinen Improperien eingeteilt, die während der Kreuzverehrung aneinander anschließen. Zu Beginn stimmt der Priester, der Diakon oder der Kantor das Popule meus an, das ein Klagelied des Erlösers an sein treuloses Volk darstellt. 
Die großen Improperien bestehen aus drei jeweils von einem Vorsänger vorgetragenen Versen „Popule meus / Quia eduxi te / Quid ultra debui“, auf die jeweils die responsorische Antwort der Schola „Hagios ho Theos“ folgt. Die Verse des Vorsängers bestehen aus je zwei Teilen. Im ersten Teil werden eine oder mehrere Heilstaten Gottes an seinem Volk benannt (unter anderem die Befreiung aus der ägyptischen Gefangenschaft, woran wiederum direkt in der Osternacht angeknüpft wird); dem wird jeweils eine Schandtat des Gottesvolkes während der Passion gegenübergestellt.
Anschließend werden die kleinen Improperien gesungen, die aus neun von zwei Kantoren gesungenen antithetischen Versen bestehen, wechselnd mit „Ego“ (Ich) und „Et tu“ (Doch du/Du aber) beginnend, und denen je ein „Popule meus“ der Schola folgt. Die sich daraus ergebende Anklage des Erlösers ist kürzer als in den großen Improperien. Durch die gleich langen Verse und den regelmäßigen Wechsel der Versanfänge von „Ego“ und „Tu“ sind die kleinen Improperien jedoch regelmäßiger gegliedert.
Im Gesangbuch Gotteslob (Österreich) steht als Lied 822 die im Jahr 1817 von Markus Fidelis Jäck übertragene Fassung der Improperien („O du mein Volk, was tat ich dir?“). Der Charakter des Wechselgesangs wird beibehalten, jedoch vereinfacht, indem nur noch zwischen Schola und allen anderen Anwesenden unterschieden wird. Dagegen fällt die Einteilung in große und kleine Improperien weg; außerdem wird die textliche Reihenfolge teilweise verändert, und manche Passagen werden auch ganz weggelassen.

## Text
| Lateinischer Originaltext nach dem Graduale Romanum 1973 | Deutsche Übersetzung nach dem Schott-Messbuch | Gereimte Übertragung Markus Fidelis Jäck 1817 |
| --- | --- | --- |
| I. Popule meus, quid feci tibi? Aut in quo contristavi te? Responde mihi. | I. A: Mein Volk, was habe ich dir getan, womit nur habe ich dich betrübt? Antworte mir. | 1. O du mein Volk, was tat ich dir? Betrübt ich dich? Antworte mir!                                                                                           |
| Quia eduxi te de terra Aegypti: parasti crucem salvatori tuo. | V: Aus der Knechtschaft Ägyptens habe ich dich herausgeführt. Du aber bereitest das Kreuz deinem Erlöser. | Ägyptens Joch entriss ich dich, du legst des Kreuzes Joch auf mich.                                                                                           |
| Hagios o Theos – Sanctus deus Hagios Ischyros – Sanctus fortis Hagios Athanatos, eleison hemas. – Sanctus immortalis, miserere nobis.                                                                     | I. Hagios, ho Theos, II. Sanctus Deus. III. Heiliger Gott. I. Hagios Ischyros. II. Sanctus Fortis. III. Heiliger, starker Gott. I. Hagios Athanatos, eleison hemas. II. Sanctus Immortalis, miserere nobis. III. Heiliger, starker, unsterblicher Gott, erbarme dich unser. | Heiliger Gott! Heiliger starker Gott! Heiliger Unsterblicher, erbarm dich unser!                                                                              |
| Quia eduxi te per desertum quadraginta annis, et manna cibavi te, et introduxi in terram satis optimam: parasti crucem salvatori tuo.                                                                     | V: Vierzig Jahre habe ich dich geleitet durch die Wüste. Ich habe dich mit Manna gespeist und dich hineingeführt in das Land der Verheißung. Du aber bereitest das Kreuz deinem Erlöser.                                                                                    | 2. Ich führte dich durch vierzig Jahr und reichte dir das Manna dar; das Land des Segens gab ich dir, und du gibst mir das Kreuz dafür.                       |
| Hagios o Theos … | Hagios, ho Theos, … | Heiliger Gott! ... |
| Quid ultra debui facere tibi, et non feci? Ego quidem plantavi te vineam meam speciosissimam: et tu facta es mihi nimis amara: aceto namque sitim meam potasti: et lancea perforasti latus salvatori tuo. | V: Was hätte ich dir mehr tun sollen und tat es nicht? Als meinen erlesenen Weinberg pflanzte ich dich, du aber brachtest mir bittere Trauben, du hast mich in meinem Durst mit Essig getränkt und mit der Lanze deinem Erlöser die Seite durchstoßen.                      | 3. Was hab ich nicht für dich getan? Pflanzt dich als meinen Weinberg an, und du gibst bittern Essig mir, durchbohrst des Retters Herz dafür.                 |
| Hagios o Theos … | Hagios, ho Theos, … | Heiliger Gott! … |
| II. Ego propter te flagellavi Aegyptum cum primogenitis suis: et tu me flagellatum tradidisti. Popule meus …                                                                                              | II. V: Deinetwegen habe ich Ägypten geschlagen und seine Erstgeburt, du aber hast mich geschlagen und dem Tod überliefert. Mein Volk, … | |
| Ego te eduxi de Aegypto, demerso Pharaone in mare Rubrum: et tu me tradidisti principibus sacerdotum. Popule meus …                                                                                       | V: Ich habe dich aus Ägypten herausgeführt und den Pharao versinken lassen im Roten Meer, du aber hast mich den Hohenpriestern überliefert. Mein Volk … | 4. Ich führte dich durchs Rote Meer, und du durchbohrst mich mit dem Speer. Der Heiden Macht entriss ich dich, du übergabst den Heiden mich. Heiliger Gott! … |
| Ego ante te aperui mare: et tu aperuisti lancea latus meum. Popule meus … | V: Ich habe vor dir einen Weg durch das Meer gebahnt, du aber hast mit der Lanze meine Seite geöffnet. Mein Volk … | |
| Ego ante te praeivi in columna nubis: et tu me duxisti ad praetorium Pilati. Popule meus … | V: In einer Wolkensäule bin ich dir vorangezogen, du aber hast mich vor den Richterstuhl des Pilatus geführt. Mein Volk … | |
| Ego te pavi manna per desertum: et tu me cecidisti alapis et flagellis. Popule meus … | V: Ich habe dich in der Wüste mit Manna gespeist, du aber hast mich ins Gesicht geschlagen und mich gegeißelt. Mein Volk … | 5. Ich nährte in der Wüste dich, und du, du lässt verschmachten mich; gab dir den Lebensquell zum Trank, und du gibst Galle mir zum Dank. Heiliger Gott! …    |
| Ego te potavi aqua salutis de petra: et tu me potasti felle et aceto. Popule meus … | V: Ich habe dir Wasser aus dem Felsen zu trinken gegeben und dich gerettet, du aber hast mich getränkt mit Galle und Essig. Mein Volk … | |
| Ego te exaltavi magna virtute: et tu me suspendisti in patibulo crucis. Popule meus … | V: Ich habe dich erhöht und ausgestattet mit großer Kraft, du aber erhöhtest mich am Holz des Kreuzes. Mein Volk … | 7. Ich gab dir Gnaden ohne Zahl; du schlägst mich an des Kreuzes Pfahl. O du mein Volk, … Heiliger Gott! …                                                    |
| Ego propter te Chananaeorum reges percussi: et tu percussisti arundine caput meum. Popule meus … | V: Deinetwegen habe ich die Könige Kanaans geschlagen, du aber schlugst mir mit einem Rohr auf mein Haupt. Mein Volk … | 6. Ich schlug den Feind, gab dir sein Land; und grausam schlägt mich deine Hand.                                                                              |
| Ego dedi tibi sceptrum regale: et tu dedisti capiti meo spineam coronam. Popule meus … | V: Ich habe dir ein Königszepter in die Hand gegeben, du aber hast mich gekrönt mit einer Krone von Dornen. Mein Volk … | 6. Das Königszepter gab ich dir, du gibst die Dornenkrone mir. Heiliger Gott! …                                                                               |

## Orthodoxe Kirchen
Die Orthodoxe Kirchen feiern den Karfreitag nach dem Byzantinischen Ritus, der ebenfalls Klagegesänge und das Trishagion enthält.
Ausgehend von der antijudaistischen Gottesmord-Theorie bezeichnen einige dieser Klagegesänge die Juden als „Schwarm der Gottesmörder“, „frevelhaftes“, „gottloses und verbrecherisches“, „mit Mord beflecktes“, „neidisches, mörderisches und rachedurstiges Volk“, „verderbliche Bande von Gotteshassern“, „Synagoge von übel handelnden Gottesmördern“, „arrogantes Israel“ und „(zähne)knirschendes, allerbösartigstes Hebräergeschlecht“. Dem werden die Wohltaten Christi an seinem Volk gegenübergestellt. Ein Schuldbekenntnis der christlichen Gemeinde, die sich für Jesu Leiden und Sterben mitverantwortlich erklärt, wird vom Priester allenfalls ergänzt, ist jedoch kein Bestandteil der vorgegebenen Liturgie.
Seit 1977 kam es zu fünf offiziellen Beratungen von Vertretern der orthodoxen Kirche und des Judentums, bei denen letztere um Revision der antijüdischen Gesänge in der Karwochenliturgie baten. Seit Mai 1995 befürwortet Bartholomäus I. – als Ökumenischer Patriarch von Konstantinopel geistliches Oberhaupt der Orthodoxen Kirche ohne Jurisdiktionsprimat –, die antijüdischen Passagen aus der Karwochenliturgie zu streichen. Einzelne Synoden könnten die Liturgie ändern, verzichten jedoch aus Achtung vor der Tradition darauf, bis ein großes Konzil aller Orthodoxen darüber entschieden hat. Viele orthodoxe Traditionalisten Osteuropas lehnen eine solche Liturgiereform grundsätzlich ab, während westliche Orthodoxe aufgrund stärkerer Kontakte mit Juden offener dafür sind. Sie lassen die antijüdischen Beschimpfungen weg oder deuten sie um: So klagt der französische Katechismus Dieu vivant die christlichen Verbrechen an Juden an und betont den ungekündigten Israelbund Gottes. Auch Christen seien stets gefährdet, durch Verrat an ihren Nächsten wie Judas Verräter und Mörder Christi zu werden.

## Vertonungen
Neben den einstimmigen gregorianischen Improperien und dem von Federico Mompou (für Baritonsolo, 1964) stammen mehrstimmige Vertonungen von Tomás Luis de Victoria, Giovanni Pierluigi da Palestrina, Orlando di Lasso, Giovanni Battista Casali, Pompeo Cannicciari, Giovanni Giorgi, Giovanni Bernardo Zucchinetti, Oreste Ravanello, Karel Goeyvaerts, Franz Xaver Witt, Lajos Bárdos, John Sanders, Thomas Gabriel (Popule meus) und Krzysztof Penderecki (als Passacaglia in seiner Lukas-Passion). Ferner gibt es eine orchestrale Fassung von Petr Eben.

## Einzelbelege
1. ↑  Amt der VELKD (Hrsg.): Gottesdienstfeiern von Palmsonntag bis Ostern. Entwurf der Agende für evangelisch-lutherische Kirchen und Gemeinden, Band 2, Teilband 1; reihe gottesdienst 21; Hannover: Lutherisches Verlagshaus, 2008; ISBN 978-37859-0977-5; S. 47
2. ↑  Basilius J. Groen: Antijudaismus in der christlichen Liturgie und Versuche seiner Überwindung